# Perlatif
En linguistique, le perlatif est un cas grammatical exprimant le lieu par lequel, auprès duquel, le long duquel on passe.
Certaines langues comme le groenlandais, les langues tokhariennes ou les langues tchoukotko-kamtchatkiennes possèdent une flexion spécifique pour exprimer le perlatif.